# Ізраїль на літніх Олімпійських іграх 2016
Ізраїль на літніх Олімпійських іграх 2016, які проходили у бразильському Ріо-де-Жанейро, представляли 47 спортсменів (22 чоловіків та 25 жінок) у 17 видах спорту. Прапороносцем на церемонії відкриття Олімпійських ігор була гімнастка Нета Рівкін, а на церемонії закриття — гімнастка Олена Кошеватська.
Ізраїль вшістнадцяте взяв участь у літніх Олімпійських іграх. Було завойовано дві бронзові медалі, обидві в дзюдо.

## Медалісти
| Медалі | Спортсмени   | Вид спорту | Дисципліна             | Дата       |
| ------ | ------------ | ---------- | ---------------------- | ---------- |
| Бронза | Ярден Джербі | Дзюдо      | жінки, до 63 кг        | 9 вересня  |
| Бронза | Ор Сассон    | Дзюдо      | чоловіки, понад 100 кг | 12 вересня |

## Спортсмени
| Дисципліна         | Чоловіки | Жінки | Разом |
| ------------------ | -------- | ----- | ----- |
| Легка атлетика     | 5        | 4     | 9     |
| Бадмінтон          | 1        | 0     | 1     |
| Велоспорт          | 1        | 1     | 2     |
| Фехтування         | 0        | 1     | 1     |
| Гольф              | 0        | 1     | 1     |
| Гімнастика         | 1        | 6     | 7     |
| Дзюдо              | 3        | 4     | 7     |
| Вітрильний спорт   | 3        | 3     | 6     |
| Стрільба           | 1        | 0     | 1     |
| Плавання           | 3        | 3     | 6     |
| Синхронне плавання | 0        | 2     | 2     |
| Тхеквондо          | 1        | 0     | 1     |
| Теніс              | 1        | 0     | 1     |
| Тріатлон           | 1        | 0     | 1     |
| Важка атлетика     | 1        | 0     | 1     |
| Боротьба           | 0        | 1     | 1     |
| Разом              | 22       | 26    | 48    |

## Бадмінтон
| Спортсмен       | Дисципліна                 | Груповий етап                        | Груповий етап                    | Груповий етап | Відбірковий        | Чвертьфінал        | Півфінал           | Фінал              | Фінал      |
| Спортсмен       | Дисципліна                 | Суперник Результат                   | Суперник Результат               | Місце         | Суперник Результат | Суперник Результат | Суперник Результат | Суперник Результат | Місце      |
| --------------- | -------------------------- | ------------------------------------ | -------------------------------- | ------------- | ------------------ | ------------------ | ------------------ | ------------------ | ---------- |
| Міша Зільберман | чоловічий одиночний розряд | Чжоу Дяньчжень (TPE) L (9–21, 11–21) | Юхан Тань (BEL) W (22–20, 21–12) | 2             | не пройшов         | не пройшов         | не пройшов         | не пройшов         | не пройшов |

## Боротьба
Жінки
Вільна боротьба
| Спортсменка  | Категорія | 1/32                | 1/16                          | Чвертьфінал         | Півфінал            | Втішний раунд 1     | Втішний раунд 2     | Фінал               | Фінал |
| Спортсменка  | Категорія | Суперниця Результат | Суперниця Результат           | Суперниця Результат | Суперниця Результат | Суперниця Результат | Суперниця Результат | Суперниця Результат | Місце |
| ------------ | --------- | ------------------- | ----------------------------- | ------------------- | ------------------- | ------------------- | ------------------- | ------------------- | ----- |
| Ілана Кратиш | до 69 кг  | Bye                 | Жилда Олівейра (BRA) L 2–6 PP | не пройшла          | не пройшла          | не пройшла          | не пройшла          | не пройшла          | 13    |

## Важка атлетика
| Спортсмен         | Категорія        | Ривок (kg) | Поштовх (кг) | Разом (кг) | Місце |
| ----------------- | ---------------- | ---------- | ------------ | ---------- | ----- |
| Ігор Ольшанецький | 105 кг, чоловіки | 165        | 207          | 372        | 17    |

## Велоспорт
| Спортсмен   | Дисципліна                   | Час         | Місце |
| ----------- | ---------------------------- | ----------- | ----- |
| Шані Блох   | групова шосейна гонка, жінки | 4:02:59 год | 48    |
| Шломі Гаймі | маунтинбайк, чоловіки        | 1:43:30     | 29    |

## Вітрильний спорт
| Спортсмен             | Дисципліна      | Заплив   | Заплив | Заплив | Заплив | Заплив   | Заплив | Заплив | Заплив | Заплив | Заплив | Заплив | Заплив | Заплив | Сума балів | Місце |
| Спортсмен             | Дисципліна      | 1        | 2      | 3      | 4      | 5        | 6      | 7      | 8      | 9      | 11     | 10     | 12     | M*     | Сума балів | Місце |
| --------------------- | --------------- | -------- | ------ | ------ | ------ | -------- | ------ | ------ | ------ | ------ | ------ | ------ | ------ | ------ | ---------- | ----- |
| Шахар Цубері          | RS: X, чоловіки | 9        | 17     | 20     | 22     | DNF (37) | 18     | 19     | 6      | 7      | 17     | 21     | 4      | EL     | 160        | 17    |
| Мааян Давидович       | RS: X, жінки    | 5        | 6      | 6      | 11     | 4        | 3      | 2      | 15     | 14     | 5      | 2      | 2      | 9      | 78         | 7     |
| Дан Фройліх Еял Левін | 470, чоловіки   | 7        | 15     | 17     | 21     | 21       | 20     | 16     | 19     | 22     | 16     | Н/Д    | Н/Д    | EL     | 152        | 21    |
| Ніна Амір Гіл Коен    | 470, жінки      | DSQ (21) | 9      | 19     | 15     | 17       | 17     | 15     | 5      | 10     | 13     | Н/Д    | Н/Д    | EL     | 120        | 17    |

## Гімнастика

### Спортивна гімнастика
Чоловіки
| Спортсмен         | Дисципліна    | Кваліфікація | Кваліфікація | Кваліфікація | Кваліфікація | Кваліфікація | Кваліфікація | Кваліфікація | Кваліфікація | Фінал      | Фінал      | Фінал      | Фінал      | Фінал      | Фінал      | Фінал      | Фінал      |
| Спортсмен         | Дисципліна    | Снаряд       | Снаряд       | Снаряд       | Снаряд       | Снаряд       | Снаряд       | Разом        | Місце        | Снаряд     | Снаряд     | Снаряд     | Снаряд     | Снаряд     | Снаряд     | Разом      | Місце      |
| Спортсмен         | Дисципліна    | ВВ           | Кінь         | Кільця       | ОС           | ПБ           | Пер.         | Разом        | Місце        | ВВ         | Кінь       | Кільця     | ОС         | ПБ         | Пер.       | Разом      | Місце      |
| ----------------- | ------------- | ------------ | ------------ | ------------ | ------------ | ------------ | ------------ | ------------ | ------------ | ---------- | ---------- | ---------- | ---------- | ---------- | ---------- | ---------- | ---------- |
| Олександр Шатілов | вільні вправи | 13.500       | Н/Д          | Н/Д          | Н/Д          | Н/Д          | Н/Д          | 13.500       | 58           | не пройшов | не пройшов | не пройшов | не пройшов | не пройшов | не пройшов | не пройшов | не пройшов |
| Олександр Шатілов | перекладина   | Н/Д          | Н/Д          | Н/Д          | Н/Д          | Н/Д          | 14.066       | 14.066       | 44           | не пройшов | не пройшов | не пройшов | не пройшов | не пройшов | не пройшов | не пройшов | не пройшов |

### Художня гімнастика
| Спортсменка | Дисципліна                  | Кваліфікація | Кваліфікація | Кваліфікація | Кваліфікація | Кваліфікація | Кваліфікація | Фінал      | Фінал      | Фінал      | Фінал      | Фінал      | Фінал      |
| Спортсменка | Дисципліна                  | Обруч        | М'яч         | Булави       | Стрічка      | Разом        | Місце        | Обруч      | М'яч       | Булави     | Стрічка    | Разом      | Місце      |
| ----------- | --------------------------- | ------------ | ------------ | ------------ | ------------ | ------------ | ------------ | ---------- | ---------- | ---------- | ---------- | ---------- | ---------- |
| Нета Рівкін | індивідуальне багатоборство | 17.041       | 17.866       | 17.533       | 16.783       | 69.223       | 13           | не пройшла | не пройшла | не пройшла | не пройшла | не пройшла | не пройшла |

| Спортсменки                                                          | Дисципліна | Кваліфікація | Кваліфікація      | Кваліфікація | Кваліфікація | Фінал     | Фінал             | Фінал  | Фінал |
| Спортсменки                                                          | Дисципліна | 5 стрічок    | 3 булави 2 обручі | Разом        | Місце        | 5 стрічок | 3 булави 2 обручі | Разом  | Місце |
| -------------------------------------------------------------------- | ---------- | ------------ | ----------------- | ------------ | ------------ | --------- | ----------------- | ------ | ----- |
| Олена Кошеватська Катерина Левіна Каріна Лихвар Іда Майрін Ювал Філо | команда    | 17.250       | 17.633            | 34.883       | 6 Q          | 17.166    | 17.383            | 34.549 | 6     |

## Гольф
| Спортсмен   | Дисципліна | Раунд 1   | Раунд 2   | Раунд 3   | Раунд 4   | Разом     | Разом | Разом |
| Спортсмен   | Дисципліна | Результат | Результат | Результат | Результат | Результат | Пар   | Місце |
| ----------- | ---------- | --------- | --------- | --------- | --------- | --------- | ----- | ----- |
| Летиція Бек | жінки      | 75        | 70        | 71        | 70        | 286       | +2    | =31   |

## Дзюдо
| Спортсмен    | Категорія              | 1/64               | 1/32                             | 1/16                                | Чвертьфінал                        | Півфінал                       | Втішний раунд                    | Фінал / ББ                             | Фінал / ББ |
| Спортсмен    | Категорія              | Суперник Результат | Суперник Результат               | Суперник Результат                  | Суперник Результат                 | Суперник Результат             | Суперник Результат               | Суперник Результат                     | Місце      |
| ------------ | ---------------------- | ------------------ | -------------------------------- | ----------------------------------- | ---------------------------------- | ------------------------------ | -------------------------------- | -------------------------------------- | ---------- |
| Голан Поллак | до 66 кг, чоловіки     | Bye                | Метьюз Пунза (ZAM) L 000—100     | не пройшов                          | не пройшов                         | не пройшов                     | не пройшов                       | не пройшов                             | не пройшов |
| Сагі Мукі    | до 73 кг, чоловіки     | Bye                | Рок Дракшич (SLO) W 100—000      | Ігор Вандтке (GER) W 010—000        | Ніколас Дельпополо (USA) W 100—000 | Рустам Оруджев (AZE) L 000—001 | Н/Д                              | Лаша Шавдатуашвілі (GEO) L 000—100     | 5          |
| Ор Сассон    | понад 100 кг, чоловіки | Н/Д                | Іслам Ель Шехабі (EGY) W 100—000 | Мацей Сарнацький (POL) W 010—000    | Рой Меєр (NED) W 010—000           | Тедді Рінер (FRA) L 000—010    | Н/Д                              | Алекс Гарсія Мендоса (CUB) W 000—000 S | 3 ! [ 13 ] |
| Шіра Рішоні  | до 48 кг, жінки        | Н/Д                | Марина Черняк (UKR) L 000—100    | не пройшла                          | не пройшла                         | не пройшла                     | не пройшла                       | не пройшла                             | не пройшла |
| Gili Cohen   | до 52 кг, жінки        | Н/Д                | Bye                              | Крістіанна Лежентіл (MRI) L 000—001 | не пройшла                         | не пройшла                     | не пройшла                       | не пройшла                             | не пройшла |
| Ярден Джербі | до 63 кг, жінки        | Н/Д                | Bye                              | Марісет Еспіноса (CUB) W 100—001    | Маріана Сілва (BRA) L 000—001      | не пройшла                     | Ян Цзюнься (CHN) W 010—000       | Міку Тасіро (JPN) W 011—000            | 3 ! [ 14 ] |
| Лінда Болдер | до 70 кг, жінки        | Н/Д                | Йоланде Мабіка (ROT) W 110—000   | Кім Сон Йон (KOR) W 010—000         | Саллі Конвей (GBR) L 000—100       | не пройшла                     | Марія Бернабеу (ESP) L 000—000 S | не пройшла                             | 7          |

## Легка атлетика
| Спортсмен             | Дисципліна                 | Кваліфікація/ гіт | Кваліфікація/ гіт | Фінал       | Фінал      |
| Спортсмен             | Дисципліна                 | Результат         | Місце             | Результат   | Місце      |
| --------------------- | -------------------------- | ----------------- | ----------------- | ----------- | ---------- |
| Дональд Сенфорд       | 400 м, чоловіки            | 46.06 с           | 5                 | не пройшов  | не пройшов |
| Агезе Геоді           | марафон, чоловіки          | Н/Д               | Н/Д               | 2:30:45 год | 122        |
| Тесама Мугас          | марафон, чоловіки          | Н/Д               | Н/Д               | 2:30:30 год | 121        |
| Мару Тефері           | марафон, чоловіки          | Н/Д               | Н/Д               | 2:21:06 год | 74         |
| Дмитро Кройтер        | стрибки у висоту, чоловіки | 2.17 м            | 41                | не пройшов  | не пройшов |
| Лонах Чемтай          | марафон, жінки             | Н/Д               | Н/Д               | DNF         | DNF        |
| Маор Тійорі           | марафон, жінки             | Н/Д               | Н/Д               | 2:47:27     | 90         |
| Ганна Князева-Міненко | потрійний стрибок, жінки   | 14.20             | 8 Q               | 14.68       | 5          |

## Плавання
|          | Спортсмен                                        | Дисципліна                      | Гіт       | Гіт  | Півфінал   | Півфінал   | Фінал      | Фінал      |
| Час      | Спортсмен                                        | Дисципліна                      | Місце     | Час  | Місце      | Час        | Місце      |            |
| -------- | ------------------------------------------------ | ------------------------------- | --------- | ---- | ---------- | ---------- | ---------- | ---------- |
| Чоловіки | Зів Калонтаров                                   | 50 м вільним стилем             | 22.80     | 41   | не пройшов | не пройшов | не пройшов | не пройшов |
| Чоловіки | Зів Калонтаров                                   | 100 м вільним стилем            | 50.64     | 45   | не пройшов | не пройшов | не пройшов | не пройшов |
| Чоловіки | Гал Нево                                         | 200 м батерфляєм                | 1:58.64   | 26   | не пройшов | не пройшов | не пройшов | не пройшов |
| Чоловіки | Гал Нево                                         | 200 м комплексом                | 1:59.80   | 17   | не пройшов | не пройшов | не пройшов | не пройшов |
| Чоловіки | Гал Нево                                         | 400 м комплексом                | 4:18.29   | 19   | Н/Д        | Н/Д        | не пройшов | не пройшов |
| Чоловіки | Яків Тумаркін                                    | 100 м на спині                  | 54.66     | 27   | не пройшов | не пройшов | не пройшов | не пройшов |
| Чоловіки | Яків Тумаркін                                    | 200 м на спині                  | 1:57.58   | 16 Q | 1:58.63    | 15         | не пройшов | не пройшов |
| Жінки    | Аміт Іврі                                        | 100 м брасом                    | 1:09.42   | 29   | не пройшла | не пройшла | не пройшла | не пройшла |
| Жінки    | Аміт Іврі                                        | 200 м брасом                    | 2:31.49   | 28   | не пройшла | не пройшла | не пройшла | не пройшла |
| Жінки    | Аміт Іврі                                        | 100 м батерфляєм                | 59.42     | 26   | не пройшла | не пройшла | не пройшла | не пройшла |
| Жінки    | Андреа Мурез                                     | 50 м вільним стилем             | 25.41     | 35   | не пройшла | не пройшла | не пройшла | не пройшла |
| Жінки    | Андреа Мурез                                     | 100 м вільним стилем            | 55.47     | 30   | не пройшла | не пройшла | не пройшла | не пройшла |
| Жінки    | Андреа Мурез                                     | 200 м вільним стилем            | DNS       | DNS  | не пройшла | не пройшла | не пройшла | не пройшла |
| Жінки    | Зохар Шіклер                                     | 50 м вільним стилем             | 25.38     | 33   | не пройшла | не пройшла | не пройшла | не пройшла |
| Жінки    | Аміт Іврі Андреа Мурез Зохар Шіклер Керен Зібнер | естафета 4×100 м вільним стилем | 3:41.97NR | 16   | Н/Д        | Н/Д        | не пройшли | не пройшли |

## Синхронне плавання
| Спортсменки                           | Дисципліна | Технічна програма | Технічна програма | Вільна програма (попередній раунд) | Вільна програма (попередній раунд) | Вільна програма (попередній раунд) | Вільна програма (фінал) | Вільна програма (фінал)  | Вільна програма (фінал) |
| Спортсменки                           | Дисципліна | Бали              | Місце             | Бали                               | Разом (technical + free)           | Місце                              | Бали                    | Разом (technical + free) | Місце                   |
| ------------------------------------- | ---------- | ----------------- | ----------------- | ---------------------------------- | ---------------------------------- | ---------------------------------- | ----------------------- | ------------------------ | ----------------------- |
| Анастасія Глушкова Євгенія Тетельбаум | дуети      | 78.9000           | 21                | 79.4488                            | 158.3488                           | 20                                 | не пройшли              | не пройшли               | не пройшли              |

## Стрільба
Чоловіки
| Спортсмен     | Дисципліна                  | Кваліфікація | Кваліфікація | Фінал      | Фінал      |
| Спортсмен     | Дисципліна                  | Бали         | Місце        | Бали       | Місце      |
| ------------- | --------------------------- | ------------ | ------------ | ---------- | ---------- |
| Сергій Ріхтер | пневматична гвинтівка, 10 м | 623.8        | 14           | не пройшов | не пройшов |
| Сергій Ріхтер | гвинтівка лежачи, 50 м      | 622.6        | 15           | не пройшов | не пройшов |

## Теніс
| Спортсмени | Дисципліна                 | 1/64                           | 1/32                           | 1/16               | Чвертьфінал        | Півфінал           | Фінал              | Фінал      |
| Спортсмени | Дисципліна                 | Суперник Результат             | Суперник Результат             | Суперник Результат | Суперник Результат | Суперник Результат | Суперник Результат | Місце      |
| ---------- | -------------------------- | ------------------------------ | ------------------------------ | ------------------ | ------------------ | ------------------ | ------------------ | ---------- |
| Дуді Села  | чоловічий одиночний турнір | Дамір Джумгур (BIH) W 6–4, 6–4 | Давид Гоффен (BEL) 0L 3–6, 3–6 | не пройшов         | не пройшов         | не пройшов         | не пройшов         | не пройшов |

## Тріатлон
| Спортсмен  | Дисципліна | Плавання (1.5 км) | Різниця 1 | Велосипед (40 км) | Різниця 2 | Біг (10 км) | Загальний час | Місце |
| ---------- | ---------- | ----------------- | --------- | ----------------- | --------- | ----------- | ------------- | ----- |
| Рон Дармон | чоловіки   | 18:06             | 0:47      | 55:48             | 0:39      | 33:21       | 1:48:41       | 26    |

## Тхеквондо
| Спортсмен | Категорія          | 1/16                               | Чвертьфінал        | Півфінал           | Втішний раунд 1    | Втішний раунд 2    | Фінал              | Фінал      |
| Спортсмен | Категорія          | Суперник Результат                 | Суперник Результат | Суперник Результат | Суперник Результат | Суперник Результат | Суперник Результат | Місце      |
| --------- | ------------------ | ---------------------------------- | ------------------ | ------------------ | ------------------ | ------------------ | ------------------ | ---------- |
| Рон Атіас | до 58 кг, чоловіки | Венілтон Тейшейра (BRA) L 2–16 PTG | не пройшов         | не пройшов         | не пройшов         | не пройшов         | не пройшов         | не пройшов |